# Роботек ратови
У измишљеном Роботек свету, Роботек ратови су серија разорних ратова у првој половини 21. века. Такође се могу класификовати као период (измишљене) историје, који је почео 1999. године када се срушио SDF-1 и завршио 2044. године, повлачењем Инвида са Земље.
Године Роботек ратова:
| Година        | Догађај |
| ------------- | --- |
| пре - 1999 :  | Трећи светски рат, касније назван „Глобални цивилни рат."                                                                             |
| 1999          | SDF-1 срушио се на Земљу. |
| 1999 - 2009 : | Период пре рата. Обнова и реконструкција свемирске тврђаве SDF-1 и истраживање и развој Роботехнологије.                              |
| 2009 - 2012 : | Први Роботек рат (Одбрамбени Роботек одред против Зентраеда)                                                                          |
| 2012 - 2014 : | Обнова |
| 2014          | Битка за нови Макрос Сити |
| 2014 - 2016 : | Први Interbellum |
| 2016 - 2019 : | Побуна Незадовољних (побуна Зентраеда у природној величини)                                                                           |
| 2019 - 2029 : | Други Interbellum (понекад се сматра да је део првог интербелума, пошто Побуна Незадовољних није рат у смислу осталих Роботек ратова) |
| 2029 - 2030 : | Други Роботек рат (Армија јужног крста против Господара Роботека)                                                                     |
| 2030 - 2031 : | Трећи Interbellum |
| 2031          | Инвазија Инвида |
| 2031 - 2044 : | Трећи Роботек рат (Оклопљене Роботек снаге против Инвидских окупатора)                                                                |
| 2044 -        | Инвиди напуштају Земљу након битке за Рефлексну Тачку. Почињу Мрачне хронике.                                                         |